# انجیر

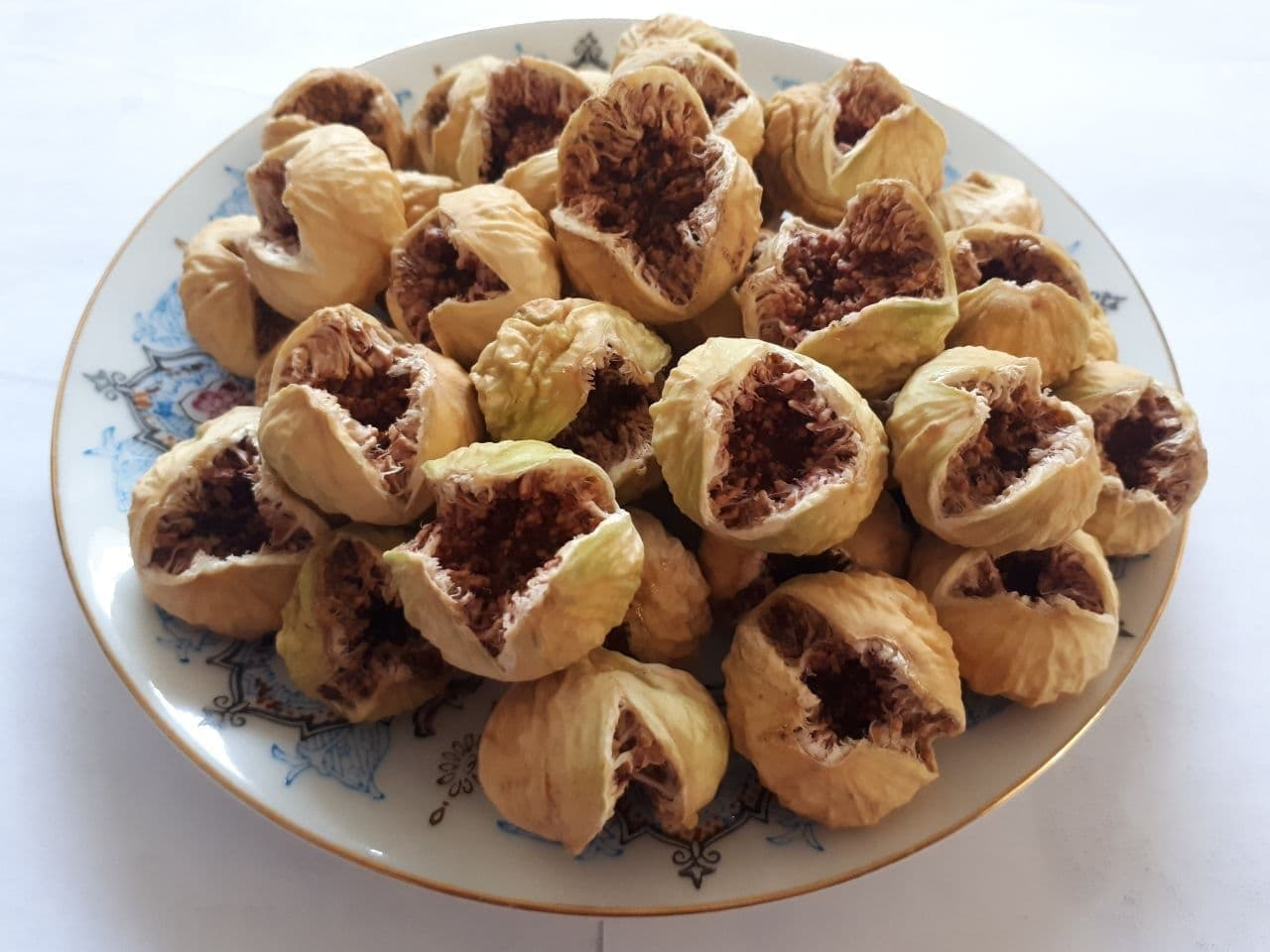
انجیر رقم سبز استهبان که به صورت دیم کشت شده و به صورت خشک به بازار عرضه می‌شود. استهبان با ۲۶ هزار هکتار زمین زیر کشت، قطب تولید انجیر سبز در ایران است.

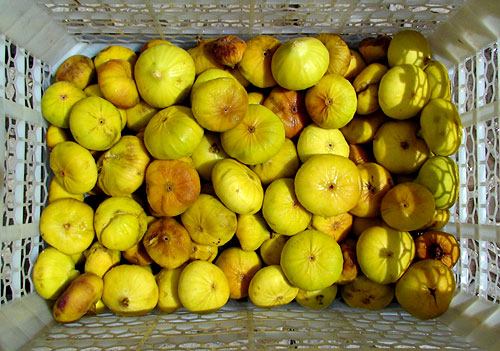
میوه انجیر جمع‌آوری‌شده، کرمان، ایران

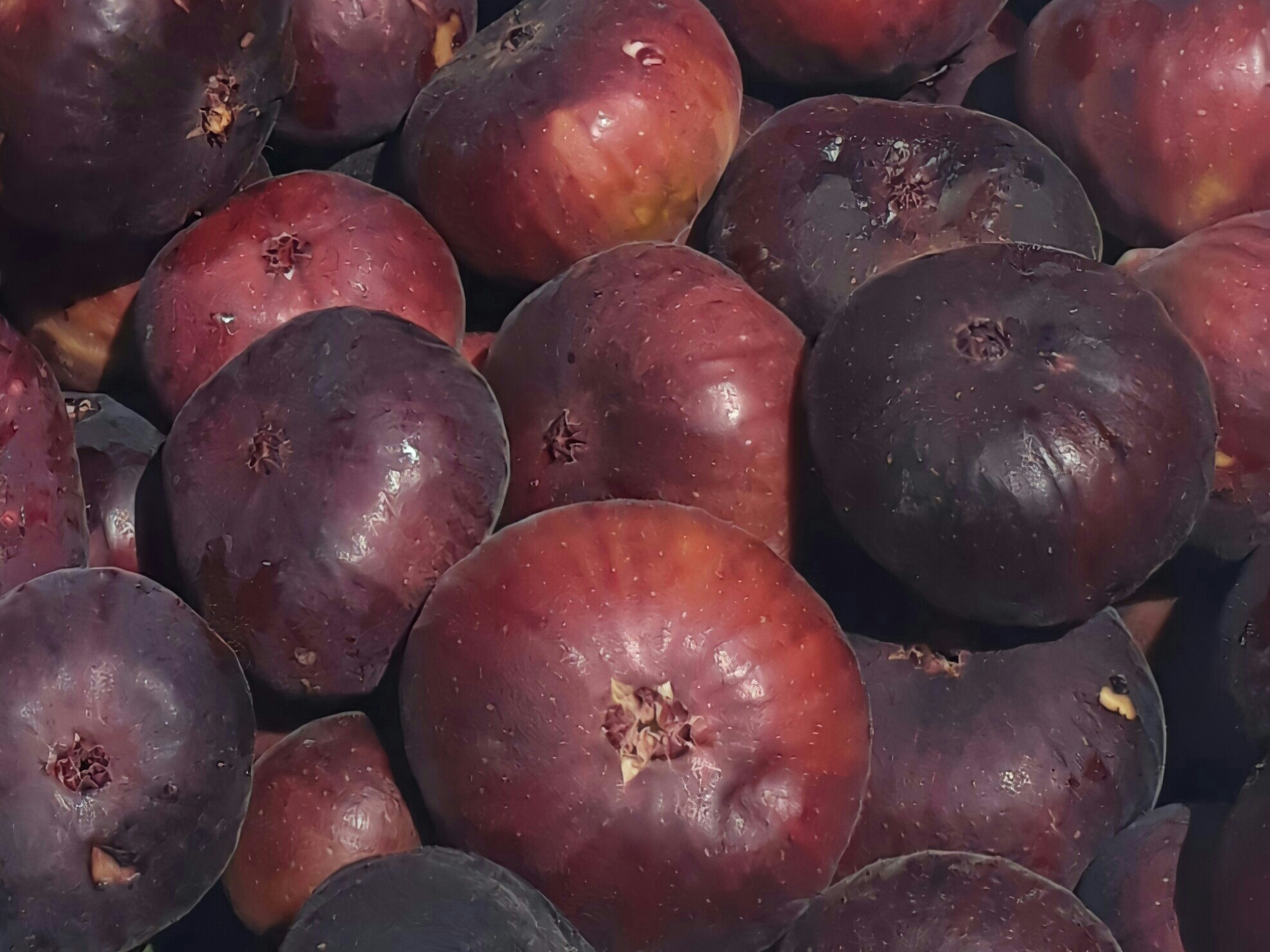
انجیر سیاه پلدختر شهرستان پلدختر در استان لرستان قطب تولید انجیر سیاه در ایران است.

انجیر، انجیر خوراکی یا شال انجیر (نام علمی: Ficus carica) گونه‌ای آسیایی از گیاهان گلدار خانواده انجیران است. این درخت بومی خاور میانه و آسیای غربی است.
انواعی که در باغبانی برای مصرف میوهٔ آن مورد استفاده قرار می‌گیرند عبارتند از فیکوس کاریکا، فیکوس پالماتا و فیکوس پودوکاریکا. فیکوس کاریکا همان انجیر معمولی است که به عنوان میوه مورد استفاده قرار می‌گیرد؛ ولی فیکوس پالماتا و فیکوس پودوکاریکا بیشتر برای تلقیح انواع انجیر خوراکی کاشته می‌شوند.
از انجیر می‌توان در تهیه مربا، بستنی، یا به شکل تازه استفاده کرد. میوه آن به شکل خشک، تازه، کمپوت، مربا، آرد و مارمالاد به مصرف می‌رسد. از آنجایی که نگهداری و انتقال میوه تازه انجیر بسیار دشوار می‌باشد بیشترین استفاده آن به صورت فرآوری شده است. سرکه انجیر نیز دارای طعم شیرین و دلچسبی می‌باشد که برای انواع ترشی و سالاد استفاده می‌گردد.

شهرستان استهبان استان فارس بزرگ‌ترین تولیدکننده انجیر دیم در جهان است که محصول آن از کیفیت و مرغوبیت خاصی برخوردار است. گفته می‌شود که قدمت برخی از درختان انجیر این شهر به بیش از ۴۰۰ سال می‌رسد. این گونه انجیر در متون علمی با نام «رقم سبز استهبان» شناخته می‌شود که در لفظ عموم نیز رایج است.

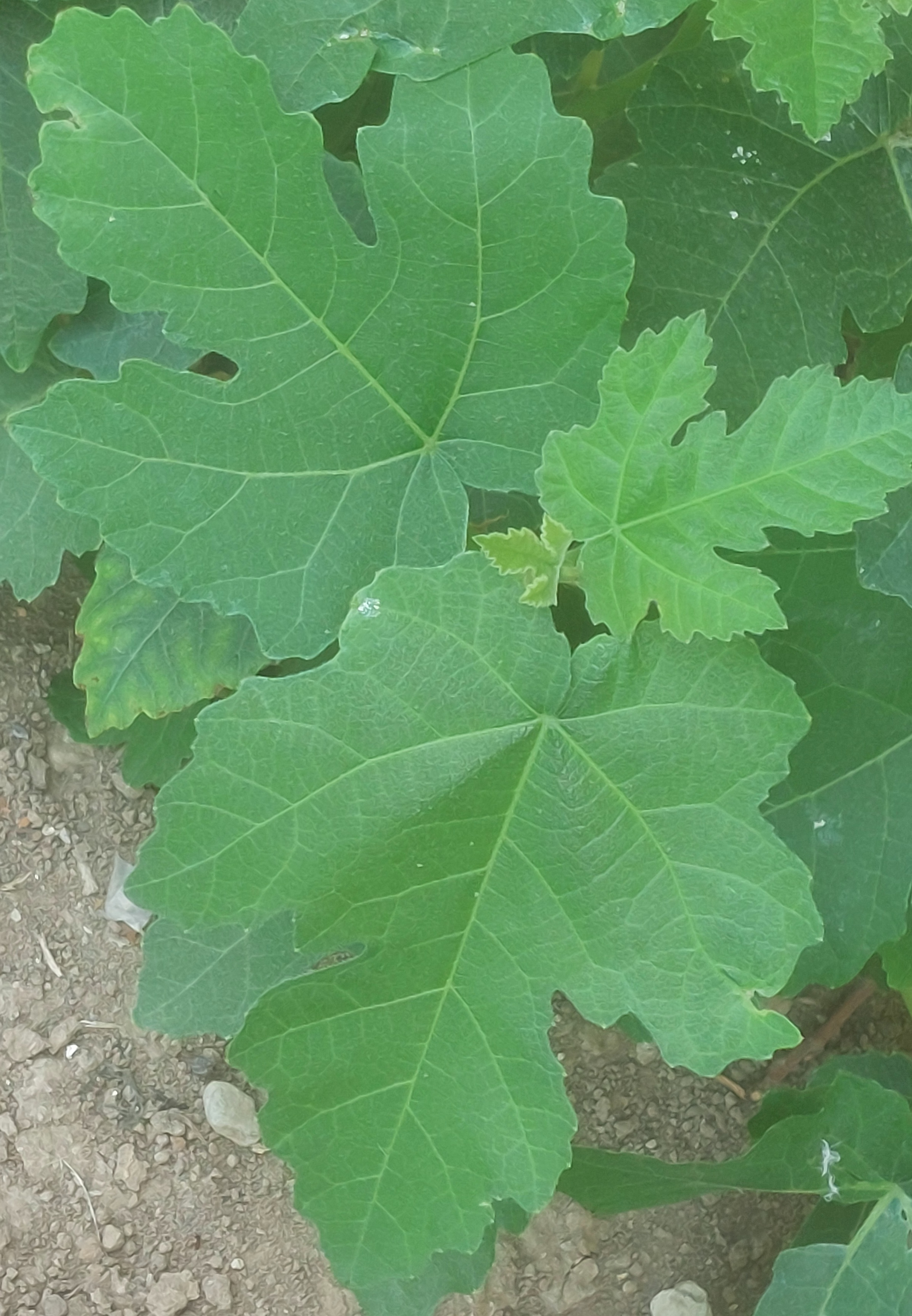
برگ درخت انجیر

به دنبال رونق بازار صادرات انجیر خشک از نیمه دهه ۸۰ به این سو، انجیر مرزهای جغرافیایی شهرستان استهبان را درنوردید و ابتدا عملیات کاشت آن در شهرهای همجوار و سپس در دیگر شهرهای استان فارس و کشور رواج یافت. نی ریز، آباده طشک، خرامه، داراب، فسا، کازرون و میمند از جمله تولیدکنندگان این گونه در استان فارس هستند.
استهبان مرکز بازرگانی و صادرات انجیر خشک کشور است که هر ساله تولیدکنندگان و انجیرزادگان از اقصی نقاط کشور محصولات خود را در اختیار بازرگانان این شهر قرار می‌دهند.

## اصل و قدمت گیاه

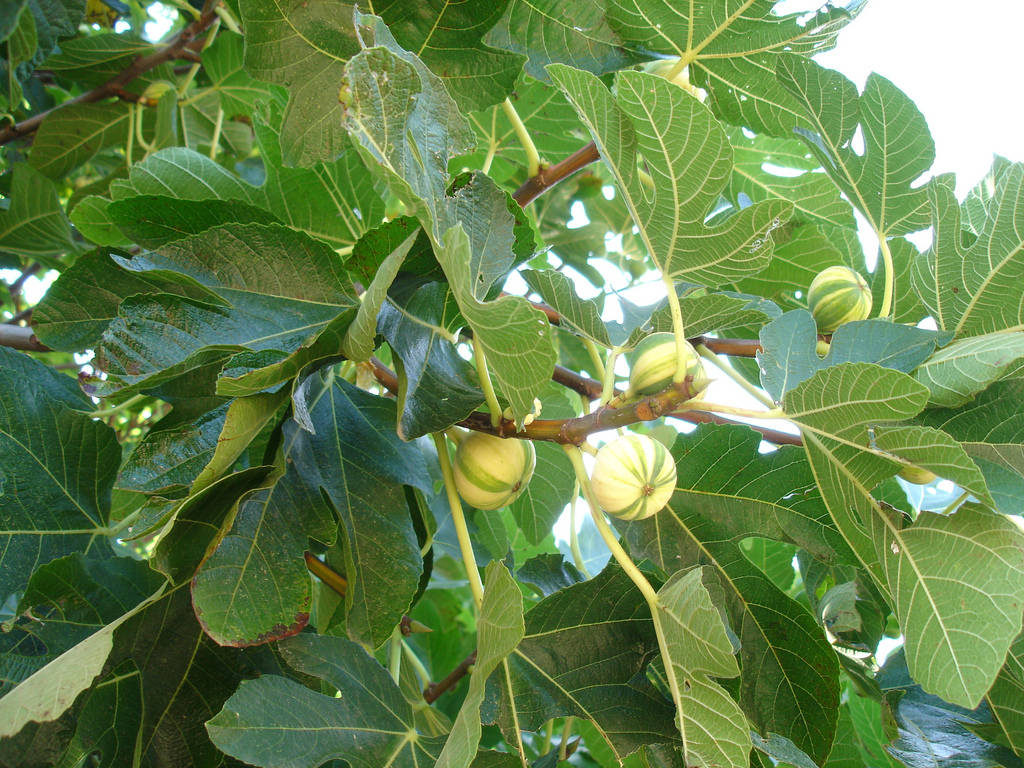
انجیر رنگارنگ

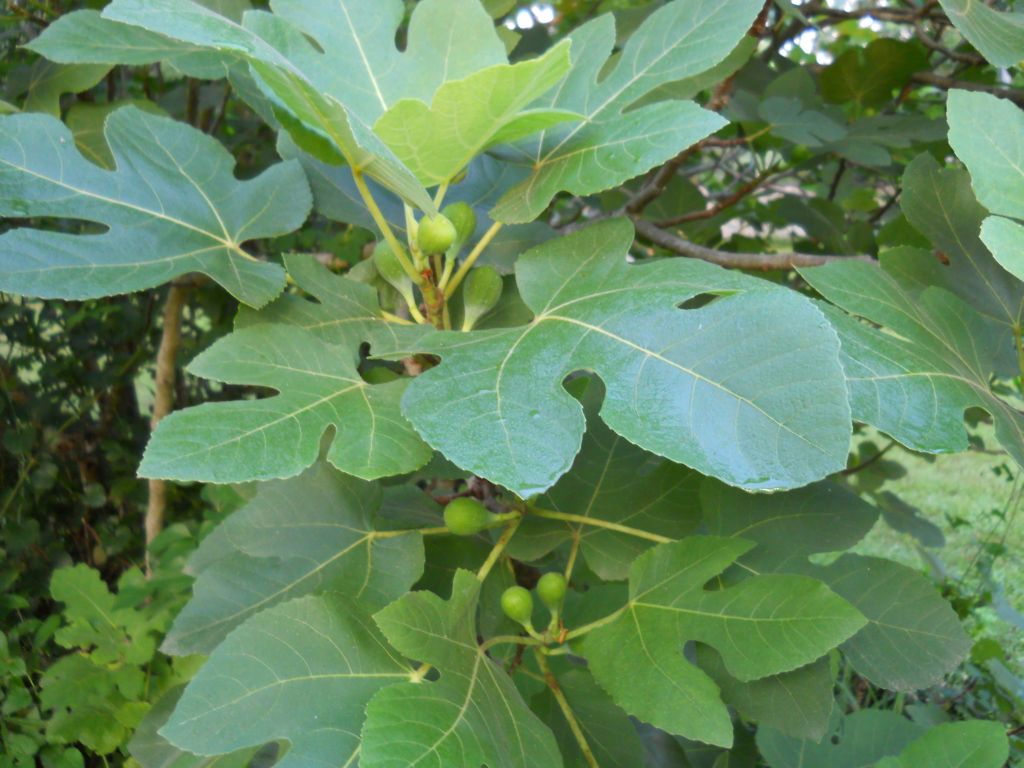
برگ‌ها و میوه‌های نارس درخت انجیر

وطن اصلی درخت انجیر در دنیای قدیم یعنی اروپا - آسیا در نواحی مدیترانه و در ایران به ویژه نوع خودرو یا کوهستانی آن که به انجیر کوهی و در استهبان به «کَل انجیر» نامور است بسیار قدیمی است. یکی از رویشگاه‌های انجیر خودرو یا کوهی قهستان و جنوب خراسان و منطقه زیبد است. آثار این درخت در آخر عهد دوم (کرتاسه) دیده شده و در عهد چهارم در اطراف دریای مدیترانه مورد کشت قرار گرفته‌است. در مصر از ۲۸۰۰ سال قبل از میلاد مسیح کاشت درخت انجیر مرسوم بوده‌است.
یهودیان قدیم نیز درخت انجیر را می‌شناخته‌اند و از یک نوع انجیر که فیکوس سیکوروس می‌باشد در تورات یاد شده‌است. یونانیان قدیم نوع اصلاح شده این درخت را تحت نام انجیر آتیک (Attic) می‌شناخته‌اند و رومیها این درخت را با معتقدات مذهبی خود مخلوط کرده آن را نشانه سعادت و پیشرفت و ترقی روزافزون می‌دانسته‌اند. در قرآن نیز، به این میوه سوگند یاد شده و سوره‌ای به نام این میوه نام‌گذاری شده‌است.

## مشخصات گیاه‌شناسی

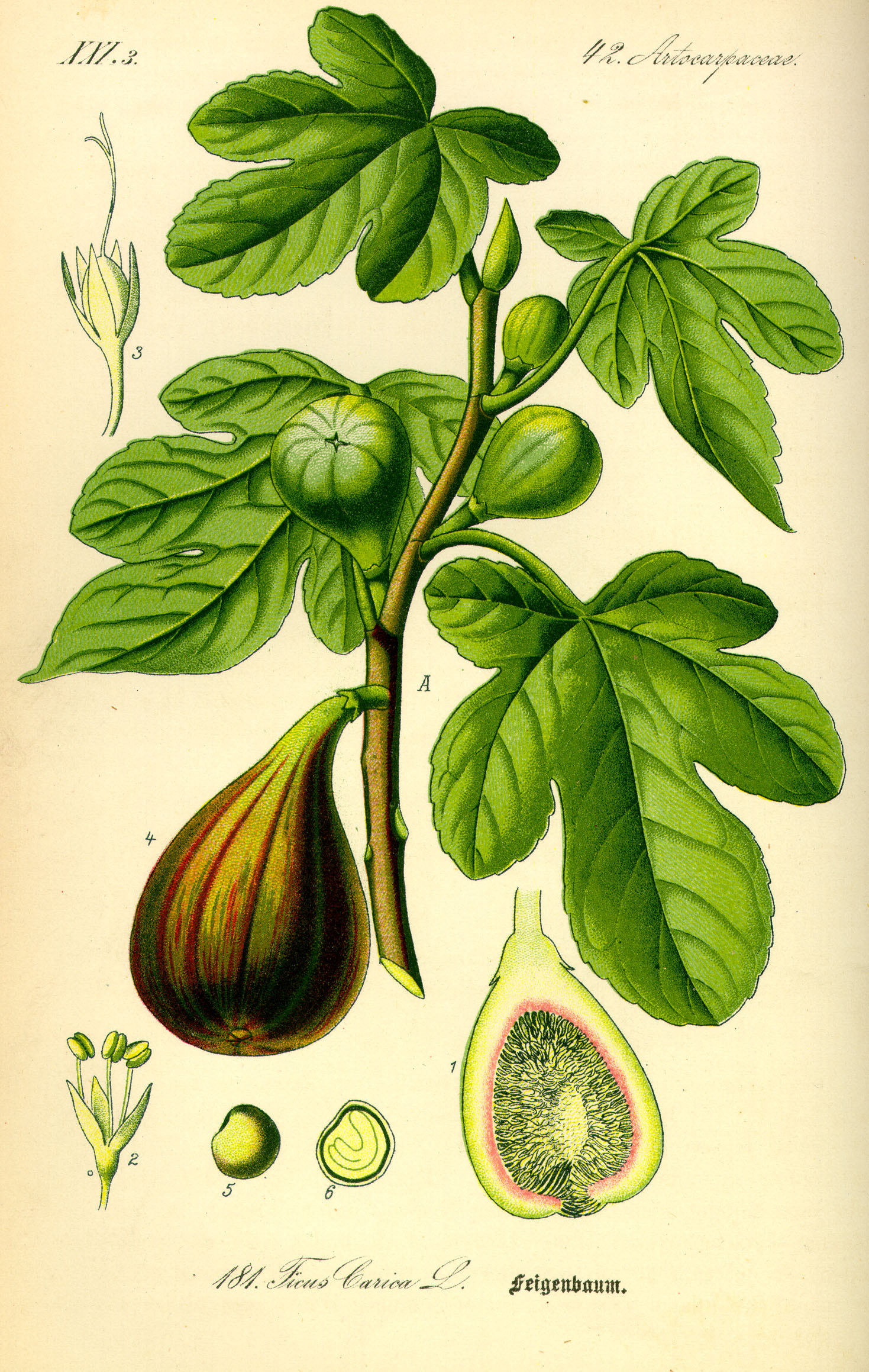
میوه انجیر

برگ درخت انجیر پنجه‌ای و دارای ۳ تا ۵ لوب می‌باشد. قسمتی که به اسم میوه انجیر معروف است و مورد تغذیه انسان قرار می‌گیرد در حقیقت میوه نیست بلکه زائده مجوفی است که گلهای انجیر به تعدادی زیاد در داخل آن قرار گرفته‌اند و مواد قندی در این زایده یا رسپتاکل جمع می‌شود. گلهای نر و گلهای ماده درخت انجیر از یکدیگر جدا ولی روی یک پایه یعنی در داخل رسپتاکل واقع شده‌اند و به عبارت دیگر درخت انجیر گیاهی است یک پایه.
اگر میوه انجیر را باز کنیم و به شکل یک سطح درآوریم گلهای نر که حامل دانه گرده هستند و در کنار و به طرف خارج صفحه واقع شده و گلهای ماده که حامل تخمدان و در صورت تلقیح شدن حامل بذر خواهند بود در وسط صفحه قرار دارند. تلقیح گل‌های ماده انجیر به وسیلهٔ حشرات مختلف که مهم‌ترین آن‌ها حشره‌ای بسیار کوچک از خانواده کالسیدیده می‌باشد انجام می‌گیرد.

## بزرگ‌ترین تولیدکنندگان انجیر در جهان
| تولید انجیر - ۲۰۲۰           | تولید انجیر - ۲۰۲۰ |
| کشور                         | تن                 |
| ---------------------------- | ------------------ |
| ترکیه                        | ۳۲۰٬۰۰۰            |
| مصر                          | ۲۰۱٬۲۱۲            |
| مراکش                        | ۱۴۴٬۲۴۶            |
| الجزایر                      | ۱۱۶٬۱۴۳            |
| ایران                        | ۱۰۷٬۷۹۱            |
| اسپانیا                      | ۵۹٬۹۰۰             |
| سوریه                        | ۴۶٬۵۰۲             |
| ایالات متحده آمریکا          | ۲۷٬۰۸۴             |
| آلبانی                       | ۲۱٬۸۸۹             |
| یونان                        | ۱۹٬۸۴۰             |
| برزیل                        | ۳۰۵٬۶۰۱            |
| جهان                         | ۱٬۲۶۴٬۹۴۳          |
| منبع: United Nations FAOSTAT |                    |

ترکیه بزرگ‌ترین تولیدکنندهٔ انجیر در جهان با تولید بیش از ۲۵ درصد در جهان است. پس از ترکیه، سوریه با بیش از ۱۵ درصد، مراکش ۱۱ درصد، الجزایر بیش از ۹ درصد و ایران با ۸٫۵ درصد در رتبه‌های بعدی قرار دارند.

مقایسه تولید سالانه انجیر ایران با سایر تولیدکنندگان اصلی این محصول

در سال ۲۰۱۷ تولید جهانی انجیر نزدیک به ۱٫۱۵ میلیون تن بوده‌است که ترکیه با ۲۶٪ تولید در صدر تولیدکنندگان انجیر آبی و غیر خشک (تازه) قرار دارد. این کشور به همراه مصر و مراکش ۵۴٪ انجیر آبی و غیر خشک جهان را تولید می‌کنند.  «آمارهای ارایه شده دارای ابهام است. باتوجه به وجود رقم‌های مختلف انجیر در سراسر دنیا که به صورت دیم یا آبی کشت می‌شوند و عرضه برخی به صورت تازه و برخی دیگر به صورت خشک صورت می‌پذیرد و از سوی دیگر کیفیت محصول و بازار آنها تفاوت فاحشی با یک دیگر دارد، به نظر می‌رسد که آمار ارایه شده از دقت لازم برخوردار نیست».
| colspan="2" |
|}

## آب و هوای مطلوب برای درخت انجیر

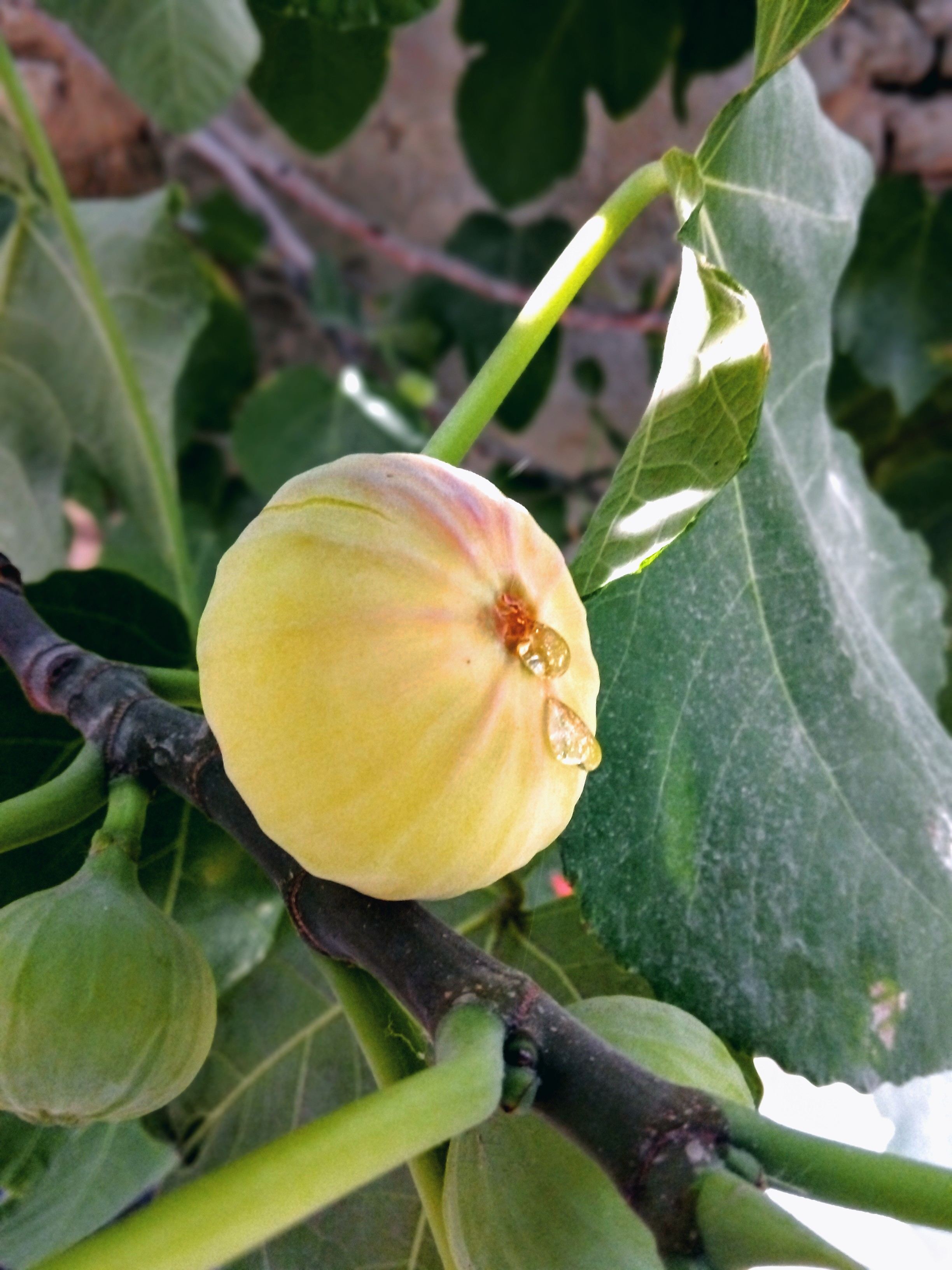
میوه انجیر رسیده و شهد آن خارج شده

به همان اندازه که درخت انجیر به گرمای زیاد مقاوم است نسبت به سرما مخصوصاً در دوره جوانی حساس است و سرما یک عامل محدودکننده در کاشت این درخت می‌باشد. اثر گرما و رطوبت در میوه انجیر نسبت به نوع مصرف میوه متفاوت است. انجیرهایی که برای کنسرو یا در شیرینی‌پزی مصرف می‌شود در هوای مرطوب محصول مرغوب‌تری می‌دهد تا در هوای گرم و خشک و برعکس میوه درختان انجیری که در هوای خشک و نسبتاً گرم کاشته شده‌اند برای تهیه انجیر خشک مرغوب‌تر است تا آنهای در هوای مرطوب عمل آمده‌اند.
باران در موقع تلقیح بسیار مضر است و مقدار محصول را به مقدار قابل توجهی کم می‌کند. در نواحی مرطوب میوه درشت می‌شود و دم آن طویل می‌گردد ولی مقدار شیرینی میوه کم می‌شود در هوای خشک و گرم دم میوه کوتاه شده گاهی به کلی از بین می‌رود اما اندازه میوه کوچک و مقدار شیرینی آن زیاد است.

### زیستگاه
درخت انجیر معمولی از زمان‌های قدیم کشت می‌شده‌است و در مناطق خشک و آفتابی دارای خاک عمیق و تازه و در نقاط صخره‌ای با ارتفاع تا ۱۷۰۰ متر بالاتر از سطح دریا، به صورت وحشی رشد می‌کند. انجیر معمولی خاک نسبتاً متخلخل و با زهکشی آزاد را ترجیح می‌دهد و می‌تواند در خاک دارای مواد مغذی اندک رشد کند. برخلاف سایر گونه‌های انجیر، انجیر معمولی همیشه به گرده‌افشانی توسط زنبور یا از درخت دیگر نیاز ندارد، اما می‌توان توسط زنبور انجیر این درخت را برای تولید بذر گرده‌افشانی کرد. زنبور انجیر برای گرده‌افشانی در کشورهای سردسیر مانند انگلستان وجود ندارد. این گونه در مناطق پراکنده‌ای در آسیا و آمریکای شمالی با طبیعت سازگاری پیدا کرده و بومی شده‌است.

## هرس درخت انجیر
مانند سایر گیاهان هرس این درختان برای سلامتی آن‌ها لازم است. این سبب بزرگ‌تر شدن میوه می‌شود. درخت انجیر را در فصل پاییز بعد از اولین سرمازدگی هرس کنید. گیاهان را به منظور رشد بیش‌تر و کنترل اندازه هرس کنید.برای بهتر شدن میوه‌ها باید هرس درست و اصولی انجام شود که باعث رشد بیشتر تنه درخت و جلوگیری از تنش خشکی در مناطق گرم

## خاک مطلوب درخت انجیر
درخت انجیر را در انواع مختلف خاک از شنی سبک تا رسی سخت می‌توان کاشت. در اراضی شنی سبک خطر حمله کرم‌های لوله‌ای بسیار زیاد است. بهترین خاک برای کاشت این درخت اراضی لیمونی است. در این نوع اراضی میوه دادن درخت به علت رشد زیاد شاخ و برگ دو یا سه سال به تأخیر می‌افتد.

## ازدیاد درخت انجیر
درخت انجیر را با انواع مختلف و روش تکثیر نباتات چه جنسی و چه غیر جنسی می‌توان زیاد کرد. در ازدیاد به وسیلهٔ بذر هیچ‌گاه درخت جدید شبیه به پایه مادری نخواهد بود و به همین جهت نیز جز برای تحقیقات علمی و پیدا کردن انواع جدید از این طرز ازدیاد استفاده نمی‌کنند. برای ازدیاد درخت انجیر از نظر ایجاد باغ به منظور بهره‌برداری فقط از طرق مختلف غیر جنسی استفاده می‌شود.
طرق مختلف غیر جنسی که بیشتر در تکثیر درخت انجیر بکار می‌روند عبارتند از: قلمه، پاجوش، خواباندن شاخه و پیوند. بین این طرق، ازدیاد به وسیلهٔ قلمه بیش از سایر روشها مورد استفاده قرار می‌گیرد. در ازدیاد درخت انجیر به وسیلهٔ قلمه باید از درخت سالم و قوی و شاخه رسیده انتخاب و تهیه شود.
برخی از انجیرها ماده و برخی دیگر نر هستند، بنابراین تولیدمثل آنها از طریق گرده‌افشانی انجام می‌شود که برای این کار به نژاد خاصی از زنبورهای وحشی ماده وابسته هستند. زنبور ماده روزنه بسیار نازکی در میوه انجیر ایجاد می‌کند تا وارد آن شود. این روزنه به قدری تنگ است که زنبور بال‌های خود را از دست داده و داخل انجیر به دام می‌افتد.
اگر انجیر نر باشد، زنبور شروع به تخم‌گذاری درون آن می‌کند. تخم‌ها به لارو و سپس به زنبور تبدیل شده و از انجیر خارج شده و گرده‌ها را با خود حمل می‌کنند. اگر زنبور وارد یک انجیر ماده شود، قادر به تخم‌گذاری نیست، گرده‌افشانی از طریق روزنه ایجاد شده انجام می‌شود و زنبور ماده در تنهایی می‌میرد. خوشبختانه انجیر ماده آنزیمی تولید می‌کند که قادر به هضم کامل بدن زنبور است؛ بنابراین دانه‌های درون انجیر زنبور و حشره نیستند، بلکه دانه‌های این میوه هستند.

## آفات و بیماری‌های درخت انجیر
از انواع آفات درخت انجیر:
سیمتیس نمورانا، هسپروفانس گریزئوس، سفیدک انجیر، موزائیک انجیر، شکاف خوردن میوه انجیر و بیماری ترشیدگی میوه انجیر.
- زغالک: گروهی از بیماری‌های قارچی که باعث لکه‌های سیاه و قهوه ای بر روی برگ‌ها می‌شود و در نهایت باعث زرد شدن و افتادن برگ می‌شود. با قارچ‌کش درمان می‌شود.[۱۴]
- زنگ زدگی انجیر: روی برگ‌ها لکه‌های مسی رنگی شکل می‌گیرد که به مرور بزرگ‌تر می‌شود. ممکن است برگ‌ها ریزش کنند. زنگ زدگی انجیر را می‌توان با قارچ‌کش‌های پایه-مسی درمان کرد.[۱۴]
- موزاییکی شدن انجیر: این آفت توسط نوعی ویروس شکل می‌گیرد که باعث تشکیل طرح‌هایی موزاییکی شکل بر روی برگ‌ها می‌شود. این ویروس توسط هیرهها (مایت‌ها) منتقل می‌شود و تنها راه درمان آن استفاده از هیره‌کش‌هاست.[۱۴]
- اِندوسپسیس: این قارچ توسط زنبور انجیر که وارد میوه سبز شده تا تخم‌گذاری کند منتقل می‌شود. وقتی زنبور داخل انجیر می‌میرد، قارچ داخل بدن آن رشد می‌کند. درخت باید نابود شده و خاک اطراف با قارچ‌کش سمپاشی شود. تا ۱۲ ماه نباید به جای آن درخت دیگری کاشت.[۱۴]
- اسپرگیلوسیس: نوعی قارچ است گوشت داخل انجیر سبز و سپس پودر شود. اگر درمان نشود میوه‌های رسیده فاسد می‌شوند و برگ‌های درخت می‌ریزد. درمان آن مانند اندوسپسیس است.[۱۴]
- آفات‌های حشره‌ای: حشره‌ها می‌توانند مانند قارچ‌ها و ویروس‌ها برای درخت مضر باشند. این افت‌ها شامل گونه‌های مختلفی از سوسک‌ها، هیره عنکبوتی، مگس سرکه و نماتدها می‌باشند.[۱۴]

## مصرف انجیر و فراورده‌های متنوع آن
انجیر دارای چند نوع متختلف براساس رنگ و سایز آن می باشد. انجیر سیاه، انجیر زرد و انجیر کوهی از انواع این میوه ی سودمند می باشد. انجیر کوهی نیاز به آبیاری ندارد و به روش دیمی به بار می آید. اما انجیر زرد و سیاه، نیازمند آبیاری منظم می باشد.
بهره‌گیری از خواص فراوان انجیر بیشتر از طریق مصرف انجیر خشک و پس از آن میوه تازه مرسوم می‌باشد. این در حالی است که میوه انجیر را به‌صورت فرآورده‌های مختلف نیز می‌توان مصرف کرد. اولین فراورده انجیر، نوشیدنی آب انجیر می‌باشد. فرآورده‌های دیگر قابل ذکر شامل شربت انجیر (متفاوت با آب‌انجیر)، مسقطی انجیر، مربای انجیر و مارمالاد آن، ترشی، کمپوت، سوپ و پوره انجیر می‌باشند.
از مهمترین فراورده‌های انجیر می‌توان به شیره انجیر اشاره کرد. شیره انجیر یک محصول طبیعی و شیرین است که از تبخیر آب انجیر به دست می‌آید. این شیره دارای طعمی دلپذیر و خواص غذایی و درمانی بسیاری است. از جمله خواص شیره انجیر می‌توان به تقویت سیستم ایمنی، بهبود عملکرد دستگاه گوارش، کاهش فشار خون و تنظیم قند خون اشاره کرد.
علاوه بر موارد ذکر شده از انجیر می‌توان در تهیه شیرینی‌جات مختلف مانند شکلات، بیسکوئیت، کیک و کلوچه استفاده کرد. مصرف انجیر خشک همچنین به‌صورت مخلوط با دیگر میوه‌های خشکباری مرسوم می‌باشد.
گالری

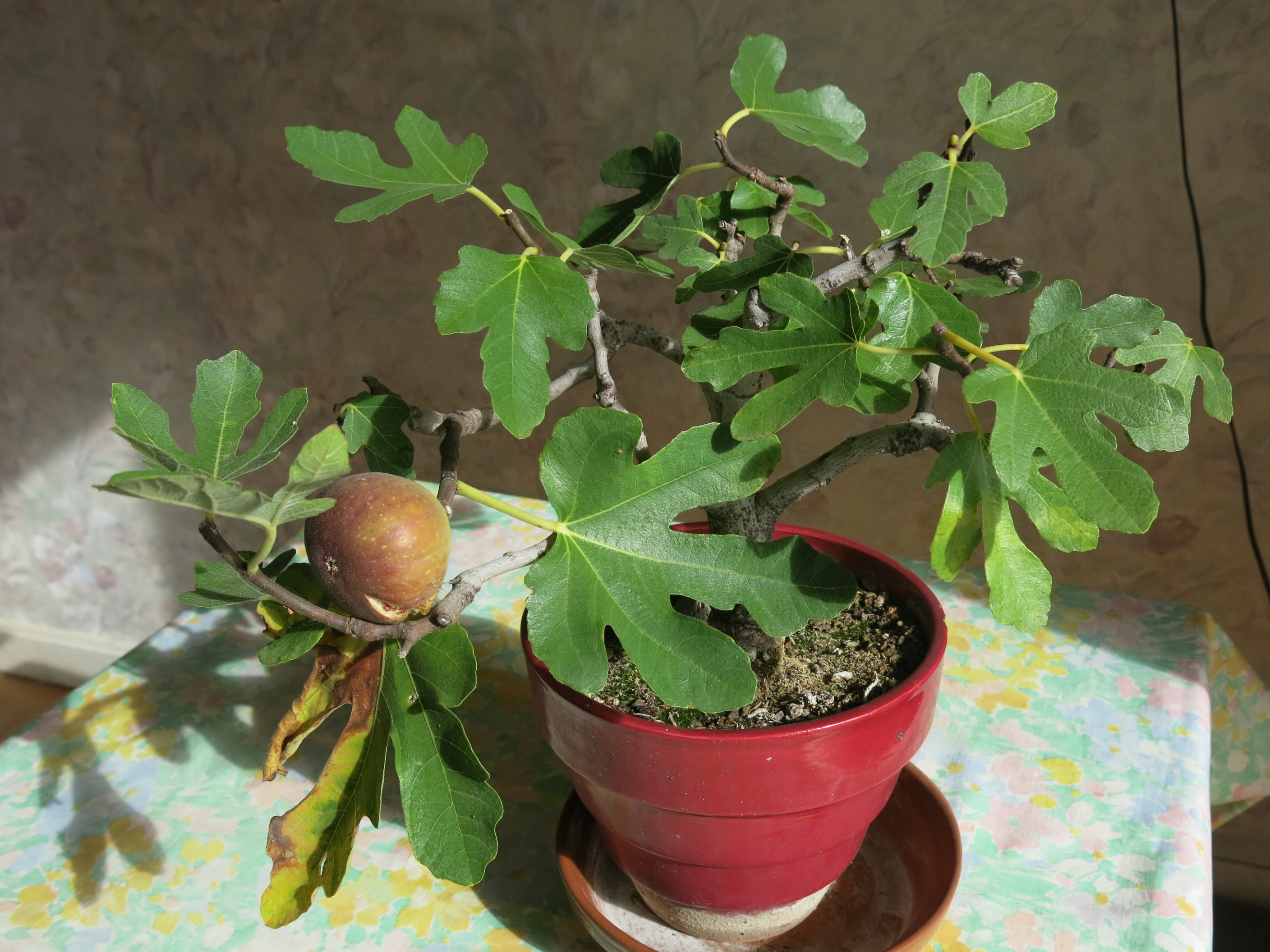
انجیر در گلدان
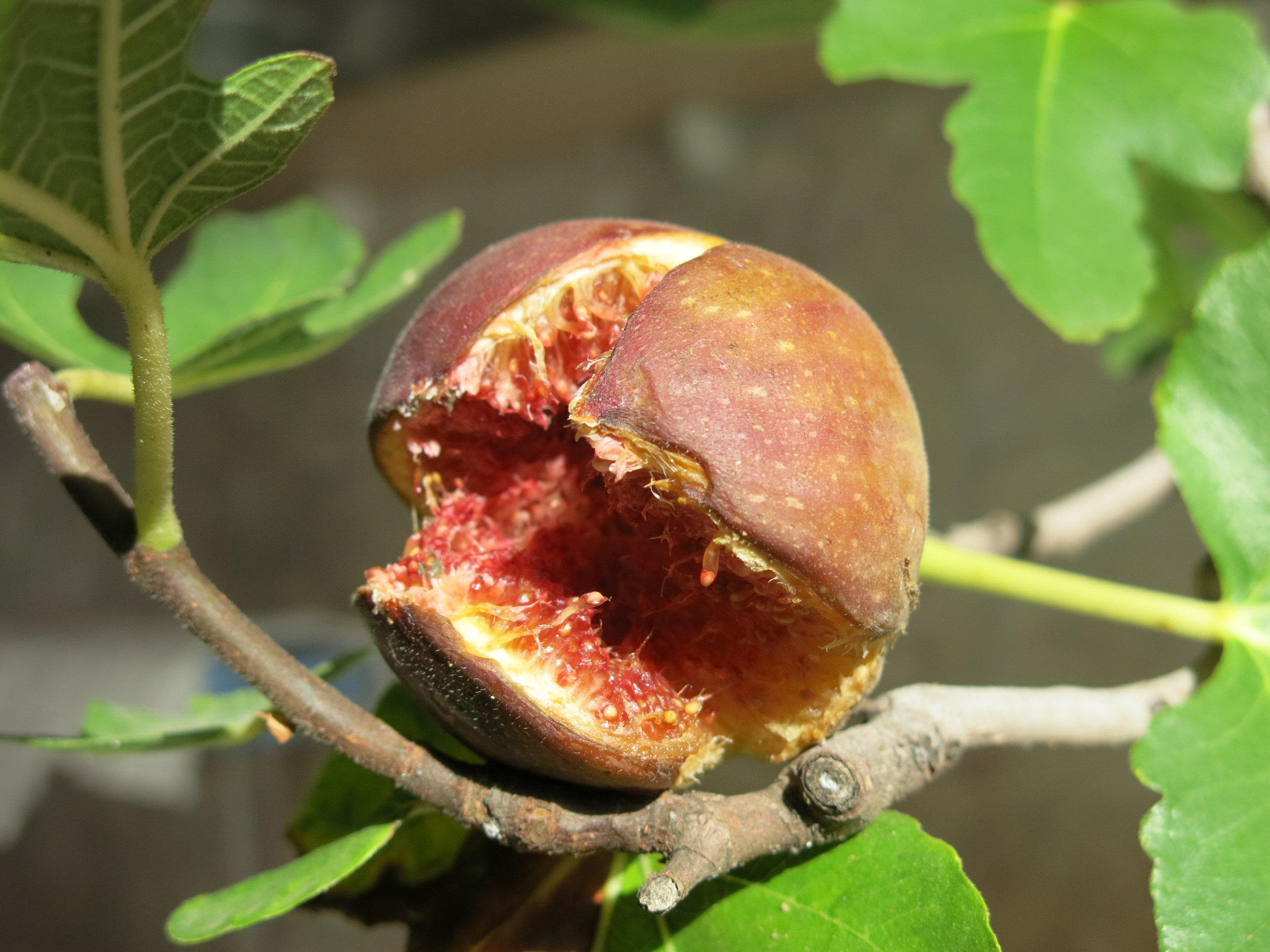
انجیر رسیده
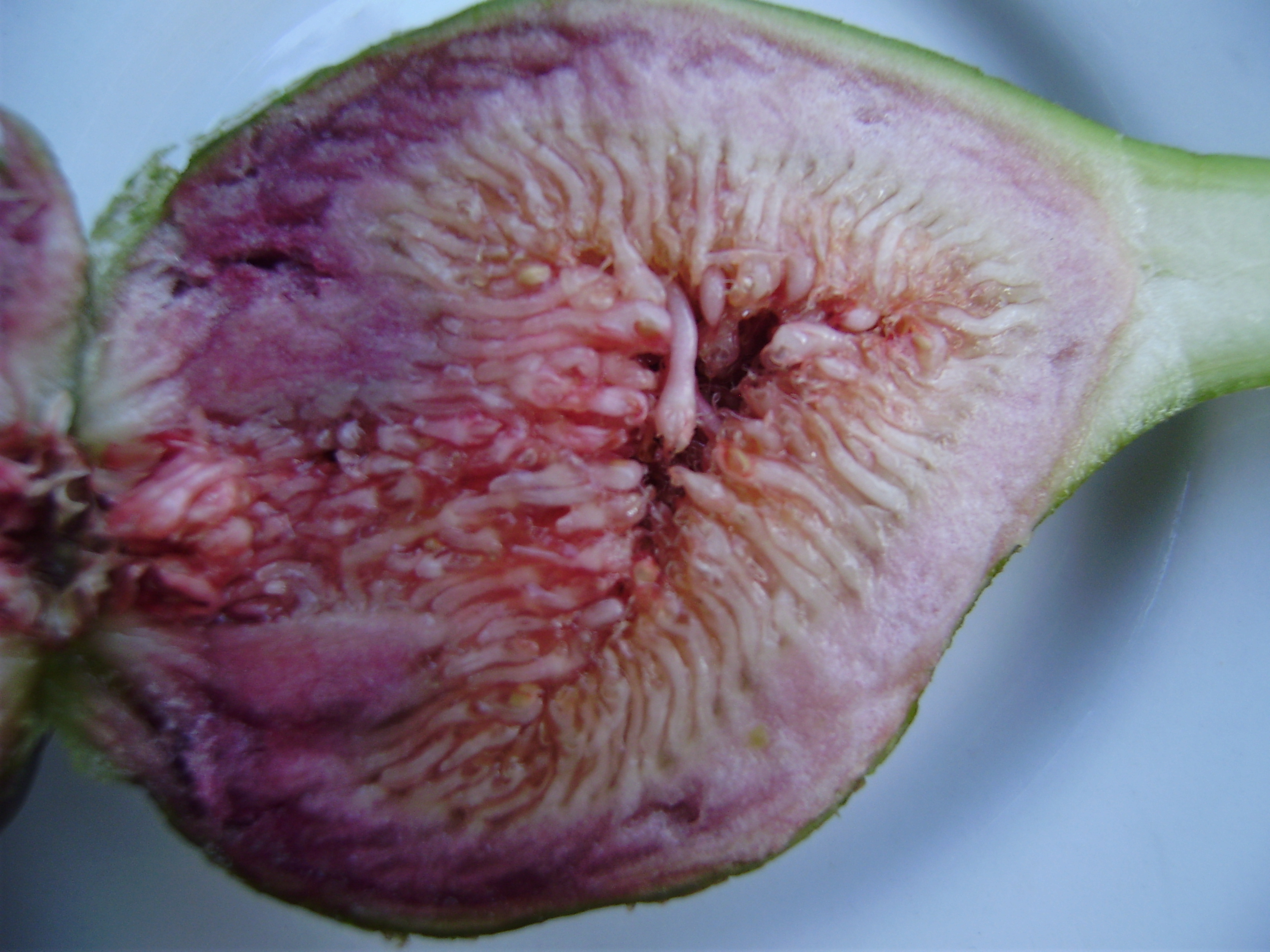
انجیر